# Chester Beatty Library
Chester Beatty este un muzeu și o bibliotecă din Dublin, Irlanda. Cunoscută anterior ca Chester Beatty Library, a fost înființată în Irlanda în 1950, pentru a găzdui colecțiile magnatului minier, Sir Alfred Chester Beatty. Actualul muzeu, aflat pe terenul Castelului Dublin, a fost inaugurat la 7 februarie 2000, la împlinirea a 125 de ani de la nașterea lui Beatty și a fost numit Muzeul European al Anului în 2002.
Colecțiile muzeului sunt expuse în două galerii: „Tradiții sacre” și „Artele cărții”. Ambele prezintă expoziții de manuscrise, tablouri în miniatură, imprimări, desene, cărți rare și unele arte decorative din colecțiile persane, islamice, ale Asiei de Est și occidentale. Chester Beatty este una dintre sursele principale pentru bursă atât pentru Vechiul, cât și pentru Noul Testament și găzduiește una dintre cele mai semnificative colecții de artefacte islamice, din Asia de Vest și din Asia de Est și de Sud-Est. Muzeul oferă, de asemenea, numeroase expoziții temporare, dintre care multe includ opere de artă împrumutate de la instituții și colecții străine. Muzeul conține o serie de obiecte neprețuite, inclusiv unul dintre primele volumele care au supraviețuit ale Vieții ilustrate a Profetului și a Evangheliei lui Mani despre care se crede că a fost ultimul artefact rămas al maniheismului.